# Ендодермис
Ендодермис је биљно ткиво, изграђено из једног слоја ћелија које окружују централни цилиндар (стелу). Тиме ендодермис представља први, унутрашњи део коре, чија је функција регулисање протока воде ка централном цилиндру. Најдиференциранији и најлакши за уочавање је ендодермис код коренова и подземних стабала.

## Анатомија ендодермиса
Ендодермис чине два типа ћелија — ћелије пропуснице и ћелије са задебљањима.
Ћелије са задебљањима поседују такозване Каспаријеве траке, задебљања радијалних ћелијских зидова (између ћелија ендодермиса) и тангенцијалног унутрашњег зида (између ендодермиса и стеле). Ове ћелије могу из паренхимских ћелија коре корена примити воду али је, услед задебљања ћелијског зида, не могу проследити у централни цилиндар. На попречном пресеку, Каспаријеве траке имају облик латиничних слова O или U. Кретање воде из коре у централни цилиндар стога је могуће једино кроз ћелије пропуснице.
Ћелије пропуснице су паренхимске ћелије незадебљалих ћелијских зидова. У додиру су са ћелијама ксилема (у централном цилиндру) и њима предају воду.